# Гислер, Пауль
Пауль Гислер (нем. Paul Giesler; 15 июня 1895, Зиген — 8 мая 1945, Бишофсвизен) — нацистский политик, в 1941—1943 годах гауляйтер Южной Вестфалии, параллельно с 1942 года также гауляйтер Мюнхена и Верхней Баварии, в 1942—1945 годах премьер-министр Баварии, в мае 1945 года — предпоследний министр внутренних дел нацистской Германии, назначенный вместо Гиммлера (к исполнению обязанностей не приступил).

## Биография
По образованию и профессии — архитектор, как его отец и младший брат Герман. В 1914 году отправился добровольцем на фронт, награждён Железным крестом 1-го класса, войну окончил в звании лейтенанта. С 1922 года по 1933 год работал самостоятельным архитектором.
В 1919 году вступил в организацию «Стальной шлем», в которой состоял до 1927 года. С 1920 года также член Младогерманского ордена. В это время он был членом Национальной немецкой народной партии. В более поздних биографиях Гислер утверждал, якобы состоял в СА уже с 1922 года и активно принимал участие в создании нацистской партии, однако фактически стал членом НСДАП лишь с 1928 году (билет № 72741).
В партии Гислер относился к наиболее агрессивным членам, сторонникам активных действий, требовал «очистить наш дом от сорняков», организовывал нападения на антинацистские группировки. При этом, несмотря на антиклерикальность нацистской верхушки, Гислер открыто выражал свою приверженность протестантизму.
С 1933 года входит в высшее руководство СА. В апреле 1934 году ему присвоено звание бригадефюрера СА. Во время «Ночи длинных ножей» Гислер был в отпуске, благодаря чему уцелел, однако позднее гауляйтер Южной Вестфалии Йозеф Вагнер привлёк Гислера к суду как предполагаемого сообщника Рёма. В апреле 1935 года партийный суд оправдал Гислера, однако запретил ему появляться в родном округе Зиген и поддерживать связи с рядом прежних соратников по СА.
С мая 1935 года возглавил 63-ю бригаду СА, с сентября 1936 года — начальник штаба группы СА «Хохланд» в Мюнхене. 9 ноября 1937 года ему присвоено звание группенфюрера СА. После присоединения Австрии с 1 июня 1938 года по 6 сентября 1941 года Гислер возглавлял (Führer) группу СА «Альпенланд» (Линц) (SA-Gruppe Alpenland).
С 1938 года — офицер резерва вермахта. В должности командира роты принимал участие в походах на Польшу и во Францию, получил ранение.
Будучи фаворитом Бормана, в ноябре 1941 года стал гауляйтером Южной Вестфалии, сменив своего давнего противника Йозефа Вагнера. С 9 ноября 1941 года по 18 июня 1943 года — прусский государственный советник. С 23 июня 1942 замещал заболевшего гауляйтера Мюнхена и Верхней Баварии Адольфа Вагнера (в 1944 занял пост), продолжая также в течение года оставаться гауляйтером Южной Вестфалии.
13 января 1943 года Гислер произнёс речь в Мюнхенском университете, где обрушился с бранью на студенток, потребовав от них прекратить обучение и заняться тем, чтобы «подарить фюреру ребёнка». Студенты выступили с протестами. После раскрытия антинацистской студенческой организации «Белая роза» по настоянию Гислера была проведена публичная казнь её членов.
30 января 1943 года Гислеру присвоено звание обергруппенфюрера СА. С 25 сентября 1944 года также возглавил фольксштурм в своём гау.
При помощи СС Гислер подавил 28—29 апреля 1945 года «Акцию свободы Баварии» в Мюнхене, участники которой выступали за сдачу Баварии американским войскам без боя. По приказу Гислера было казнено около 100 участников.
Согласно политическому завещанию Гитлера, Гислер был назначен министром внутренних дел вместо смещённого Гиммлера, однако к обязанностям не приступил. 29 апреля 1945 года Гислер с женой и тёщей бежал из Мюнхена от наступавших американцев. 1 мая Гислеры попытались покончить жизнь самоубийством при помощи снотворного, но эта попытка не удалась. На следующий день Гислер застрелил жену в лесу у озера Хинтерзе и выстрелил себе в голову. Гислер умер в военном госпитале в Бишофсвизене спустя несколько дней. Министром внутренних дел в правительстве Дёница был назначен Вильгельм Штукарт.